# 復興廳
復興廳（日语：／ Fukkō chō */?）是2011年3月11日發生東日本大震災後，日本政府以復興（即災後重建）為目的，在一定期間設置的中央省廳。
復興廳本部設在東京，盛岡市、仙台市和福島市則設有復興局，另有6支所、2事務所。

## 概要

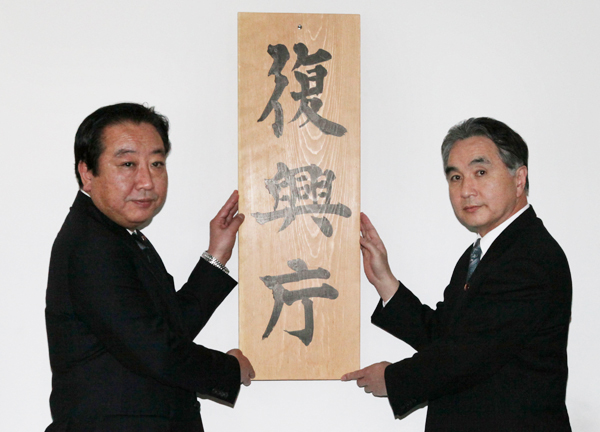
掛上復興廳看板的內閣總理大臣野田佳彥（左）與復興大臣平野達男（右）（2012年2月10日）

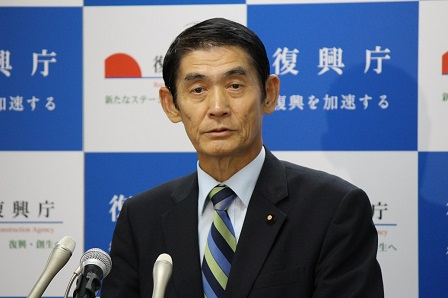
復興大臣記者會後方背景的復興廳標語（2016年8月3日）

《東日本大震災復興基本法》（平成23年6月24日法律第76號）第4章（24條）規定復興廳設置之基本方針。依照2011年（平成23年）12月9日成立的《復興廳設置法（平成23年12月16日法律第125號），將其目的、所掌事務、組織具體化。設置在內閣之下（設置法2條），遵循《東日本大震災復興基本法》第2條之基本理念，和內閣官房共同協助東日本大震災及福島第一核電廠事故引發之災害的災後復興相關內閣事務。
復興廳不適用《國家行政組織法》，必要規定由復興廳設置法規定。
初代復興大臣由東日本大震災復興對策擔當大臣平野達男出任。
建制順上，復興廳和府省同列，次於內閣府、在總務省之前，但是復興大臣非主任大臣，所以大臣的排列，不在總務大臣之前，而是次於內閣官房長官、在國家公安委員會委員長之前。復興副大臣是副大臣之首（內閣府副大臣之前。在內閣官房副長官同等於副大臣時則在其之後）。復興大臣政務官一般由其他府省大臣政務官兼任，所以沒有單獨官職順序問題。
內閣總理大臣可發出復興廳命令（相當於其他府省的府令、省令）的「復興廳令」。
曾有要求將復興廳本廳設於受災地，但考慮到與內閣官房及其他省廳的協調，維持設於東京。
「復興廳」的看板是以岩手縣陸前高田市高田松原受到海嘯災害的松樹（奇蹟一本松）製作。
依《復興廳設置法》第21條規定，復興廳原在震災發生10年後的2021年3月31日前廢止。2020年，日本國會通過改廢止日期為震災發生20年後的2031年3月31日前。

## 沿革
2011年（平成23年）
- 3月11日 - 東日本大震災發生。
- 4月14日 - 東日本大震災復興構想會議（日语：東日本大震災復興構想会議）第1回會議。
- 6月24日 - 《東日本大震災復興基本法》公布施行。
- 6月27日 - 任命東日本大震災復興對策擔當大臣。
- 12月9日 - 《復興廳設置法》在國會成立。

2012年（平成24年）
- 2月10日 - 復興廳設置法施行[11]，復興廳成立[12]。
- 4月1日 - 設置企業連攜推進室[13]。

2013年（平成25年）
- 2月1日 - 設置福島復興再生總局（日语：福島復興再生総局）。

## 組織
復興廳內部組織一般由法律《復興廳設置法》、政令《復興廳組織令》及復興廳令《復興廳組織規則》分層規定。為了維持營運的彈性，未設置明定權限的組織（局、部、課），而是設置由局長級統括官、課長級參事官等幹部職員，最小的單為班。
幹部
- 內閣總理大臣（1名）
- 復興大臣（1名）
- 復興副大臣（2名、可由其他府省兼務）
- 復興大臣政務官（日语：復興大臣政務官）（其他府省兼務）
- 復興大臣補佐官（1名以內。非必要職務）
- 復興事務次官（1名）
- 復興大臣秘書官（日语：秘書官）

內部部局
- 統括官（2名）
- 審議官（3名）
- 參事官（9名）

- 企業連攜推進室
- 總括、企劃
  - 總括班
  - 企劃班
  - 調整班
  - 調查1班
  - 調查2班
  - 預算、會計班
  - 國會班
  - 法制班
  - 廣報班
  - 國際班
- 地域、福島
  - 地域班
  - 原子力災害復興班（兼地域班（福島擔當））
- 特區、交付金
  - 復興特區班
  - 復興交付金、調整費班
- 基礎建設構築
  - 復興願景、計畫班
  - 基礎建設構築班
  - 災害廢棄物處理、環境班
- 住民支援
  - 被災者支援班
  - 志工、公益的民間連攜班
  - 男女共同參與班
  - 震災孤兒、遺兒對應班
  - 孤立防止、心理照護班
  - 教育、文化班
  - 醫療福祉等班
  - 住宅班
- 產業振興
  - 產業振興班
  - 雇用促進班
  - 企業連攜班
  - 科學技術班
  - 支援機構班

關於重要政策之會議
- 復興推進會議

審議會等
- 復興推進委員會（日语：復興推進委員会）

地方機關
- 復興局（日语：復興局）（改組3縣的現地對策本部）
  - 岩手復興局
    - 企業連攜推進室
    - 總括
      - 總務班

    - 企劃、調整
      - 業務班
      - 支援班
      - 地域團體（、企劃班、北部班、宮古班、釜石班）

    - 特區、交付金
      - 計畫班

    - 宮古支所（岩手縣宮古市）
    - 釜石支所（岩手縣釜石市）

  - 宮城復興局
    - 企業連攜推進室
    - 總括
      - 總括班
      - 庶務、會計班

    - 企劃、調整
      - 產業支援班
      - 被災者支援、原子力災害復興班

    - 特區、交付金
      - 復興特區班
      - 復興交付金班

    - 氣仙沼支所（宮城縣氣仙沼市）
    - 石卷支所（宮城縣石卷市）

  - 福島復興局
    - 企業連攜推進室
    - 總括
      - 總務班

    - 企劃、調整
      - 企劃、地域班

    - 特區、交付金
      - 復興特區班
      - 復興交付金班

    - 南相馬支所（福島縣南相馬市）
    - 磐城支所（福島縣磐城市）

  - 復興廳事務所
    - 青森事務所（青森縣八戶市）
    - 茨城事務所（茨城縣水戶市）

## 財政
復興廳的所有財源是來自國會、裁判所、會計檢査院、內閣、內閣府、復興廳、總務省、法務省、外務省、財務省、文部科學省、厚生勞動省、農林水產省、經濟產業省、國土交通省、環境省及防衛省所共管之東日本大震災復興特別會計，因此2018年度（平成30年度）一般會計預算沒有復興廳預算。
2018年度（平成30年度東日本大震災復興特別會計預算的復興廳所管之歲出預算為1兆6357億4339萬7千日圓）。

## 職員
2017年7月1日一般職在職人數為189人（其中女性19人）。兼職職員有268人（其中女性122人）。
2018年度一般會計預算的預算員額為特別職3人、一般職207人共計210人。
復興廳職員是一般職的國家公務員，依據國家公務員法沒有勞動基本權的爭議權與團體協約締結權。但擁有團結權，職員可組織或參與勞動組合「職員團體」（國公法第108條之2第3項）。
2018年3月31日現在，人事院沒有登錄的復興廳職員團體。

## 幹部職員
一般職幹部人事如下。
- 事務次官：末宗徹郎
- 統括官：石田優
- 統括官：東潔
- 統括官：小山智
- 岩手復興局長：内田幸雄
- 宮城復興局長：英直彦
- 福島復興局長：加松正利

## 外部連結
- 復興廳 （页面存档备份，存于）